# Annamma!
Annamma! är ett musikalbum från 1987 med den svenska sångerskan Anna-Carin Larsson, mer känd under artistnamnet Anna.

## Låtförteckning
| Nr  | Titel                   | Låtskrivare                    | Längd |
| --- | ----------------------- | ------------------------------ | ----- |
| 1.  | "Näckrosen"             | Micke Jahn, Anna-Carin Larsson | 5:11  |
| 2.  | "Hellre står jag själv" | Anna-Carin Larsson             | 3:48  |
| 3.  | "30 skäl"               | Per Gessle                     | 3:56  |
| 4.  | "På väg igen"           | Anna-Carin Larsson             | 4:06  |
| 5.  | "Vill både ha och inte" | Anna-Carin Larsson             | 5:41  |
| 6.  | "Gör det"               | Anna-Carin Larsson             | 3:49  |
| 7.  | "Varje gång"            | Per Gessle                     | 4:44  |
| 8.  | "Svartsjukan"           | Anna-Carin Larsson             | 3:36  |
| 9.  | "Tänker på kärleken"    | Anna-Carin Larsson             | 5:25  |
| 10. | "Ockulta drömmar"       | Anna-Carin Larsson             | 4:26  |

## Övrig information
- Producent - Ola Johansson och Micke Jahn samt Per Gessle ("30 skäl" och "Varje gång")
- Medproducent och tekniker - Alar Suurna